# Ardeoani
Ardeoani – wieś w Rumunii, w okręgu Bacău, w gminie Ardeoani. W 2011 roku liczyła 1365 mieszkańców.